# Irwell (rivière de Nouvelle-Zélande)
Pour les articles homonymes, voir Irwell.
La rivière Irwell  (enanglais : Irwell River) est un cours d’eau de la Plaines de Canterbury, dans l’Île du Sud de la  Nouvelle-Zélande.

## Géographie
C’est une courte rivière, qui prend naissance au sud-est de la ville de   Dunsandel, s’écoulant vers le sud-est pour entrer dans le lac Ellesmere qui est large et peu profond.